# Esnandes
Esnandes ist eine französische Gemeinde mit 2.132 Einwohnern (Stand 1. Januar 2022) im Département Charente-Maritime in der Region Nouvelle-Aquitaine.

## Lage
Die Gemeinde liegt am Atlantik, zehn Kilometer nördlich von La Rochelle. Das Gemeindegebiet gehört zum Regionalen Naturpark Marais Poitevin.

## Geschichte
Der Ort wurde im Jahr 920 das erste Mal in einer Urkunde erwähnt.
Im Jahr 1837 schlug bei Esnandes ein rund 1,5 Kilogramm schwerer Steinmeteorit ein. Er zerbrach beim Aufprall in mehrere Teile und wurde später als Typ L6 klassifiziert.
| Bevölkerungsentwicklung | Bevölkerungsentwicklung | Bevölkerungsentwicklung | Bevölkerungsentwicklung | Bevölkerungsentwicklung | Bevölkerungsentwicklung | Bevölkerungsentwicklung | Bevölkerungsentwicklung | Bevölkerungsentwicklung |      |
| ----------------------- | ----------------------- | ----------------------- | ----------------------- | ----------------------- | ----------------------- | ----------------------- | ----------------------- | ----------------------- | ---- |
| Jahr                    | 1962                    | 1968                    | 1975                    | 1982                    | 1990                    | 1999                    | 2009                    | 2016                    | 2019 |
| Einwohner               | 713                     | 719                     | 781                     | 1370                    | 1730                    | 1836                    | 2040                    | 2056                    | 2076 |

## Sehenswürdigkeiten
Die Kirche Saint-Martin, erbaut im 11. und 12. Jahrhundert, wurde im 14. Jahrhundert festungsartig ausgebaut. Sie ist seit 1840 ein Monument historique (siehe auch: Liste der Monuments historiques in Esnandes).